# David Aglukark
David Aglukark är en kanadensisk politiker. Han var kandidat till valdistriktet Nunavut vid de federala valen i Kanada 2006, då han representerade Kanadas konservativa parti. Han föddes och växte upp i vad som sedan den 1 april 1999 är Nunavut. 1974 valdes han till ordförande för föreningen "Kivalliq Inuit Association". Från 1970-talet och framåt har han haft flera olika politiska uppdrag.